# Ønslev Kirke
Ønslev Kirke ligger enligt lidt øst for landsbyen Ønslev ca. 9 km N for Nykøbing Falster (Region Sjælland).
Kor og skib kan stilmæssigt kategoriseres som unggotisk eller senromansk, tårn og våbenhus som sengotisk.